# Atletiba
Athletiba é o clássico de futebol entre o Club Athletico Paranaense e o Coritiba Foot Ball Club, os dois maiores clubes da cidade de Curitiba, Paraná.

## História
O primeiro Atletiba oficial considerado válido para as estatísticas se deu em 8 de junho de 1924, no Parque Graciosa, pelo Campeonato Paranaense, em que o Coritiba goleou o Athletico pelo placar de 6 a 3.
Inicialmente, a rivalidade tinha base nas origens destes clubes, com cada um deles representando uma camada social, sendo o Coritiba marcadamente o clube dos alemães e o Athletico da aristocracia curitibana.
Com o passar dos anos, a rivalidade foi aumentando, fruto dos inúmeros jogos decisivos que disputaram estes dois rivais, os tornando as maiores torcidas do Paraná.
Em 1933, em uma partida válida pelo Campeonato Paranaense de 1933, metade do elenco do Athletico estava fortemente gripado, com isso, os dirigentes athleticanos solicitaram o adiamento da partida. A Federação Paranaense aceitou o pedido, porém, o Coritiba não, assim confirmando a partida para ser realizada normalmente. A equipe athleticana acabou vencendo a partida por 2 a 1.
Foi nesse clássico que ocorreu a primeira transmissão de uma partida de futebol por rádio no Paraná, no empate por 1 a 1 em 2 de setembro de 1934 no Estádio Joaquim Américo.
A primeira vez de uma decisão para clássico foi em 1941, com vitória do Coritiba por 1 a 0. Neste período, os clubes da capital jogavam entre si e o campeão fazia a grande final com os campeões das ligas do interior. Em 1943, o rubro-negro deu o troco, com duas vitórias por 3 a 2 nos jogos que lhe deram o bicampeonato paranaense em 1942/1943 e em 1945 nova vitória athleticana: 2 a 1.
Em 1968, um gol de Paulo Vechio no último minuto deu o empate por 1 a 1 que garantiu ao Coritiba o título deste ano e começou a mudar a história deste clássico. Em 1969, o Coritiba foi bicampeão e o CAP conquistou o Campeonato Paranaense em 1970.

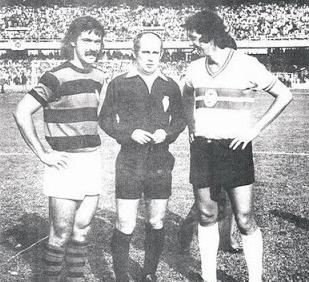
Ídolos em seus clubes, Sicupira (esquerda), pelo Athletico, e Capitão Hidalgo, pelo Coritiba, em Atletiba de 1972

No período áureo do Coritiba, as vitórias sobre o Athletico foram muitas, no entanto só ocorreram em final de campeonato naquele anos vitoriosos em 1972. Outros dois empates, em 1983 (1 a 1) e em 1990 (2 a 2) deram o título para o rubro-negro, que conquistou mais dois campeonatos em 1998 e em 2000.
Em 2004 os clubes protagonizaram uma emocionante final. No primeiro jogo, vitória do Coritiba por 2 a 1 no Couto Pereira. No segundo jogo, uma brilhante alternância no placar fez com que o título trocasse de mãos 4 vezes durante o jogo, ficando definitivamente com o Coritiba após empate no final da partida. E, em 2005, foi a vez do rubro-negro conquistar o título ganhando no tempo regulamentar (1 a 0) e depois na decisão por pênaltis, quando venceu por 4 a 2, com um ex-jogador do Coritiba (Lima) fazendo o gol do título para os athleticanos. Após três anos, em 2008 um Atletiba novamente decide o Campeonato Paranaense, resultando no título para o Coritiba.
No domingo, dia 20 de fevereiro de 2011 em jogo pelo Campeonato Paranaense e no Alto da Glória, o atleta Nieto, jogador do CAP, marcou o "milésimo gol" da história do clássico maior do Paraná (foi o 1° gol do rubro negro aos 46 minutos do primeiro tempo do jogo), porém, seu time foi derrotado por 4 a 2 para o Coritiba.
O Atletiba de n° 349, realizado no dia 22 de fevereiro de 2012 teve as seguintes particularidades. Foi o primeiro clássico realizado com a presença de apenas uma torcida, neste caso, como o mandante do jogo foi o rubro negro, apenas a sua torcida foi autorizada a acompanhar o confronto e com a realização de obras na Arena da Baixada, o Athletico realizou o seu mando de jogo no Estádio Durival Britto e Silva, sendo que neste estádio faziam 35 anos que não era realizado um Atletiba, pois o último ocorreu no dia 23 de janeiro de 1977.
Um dos duelos mais movimentados e emocionantes dos Atletibas, ocorreu em 14 de março de 1971 e para um público de mais de 30.000 torcedores no Estádio Belfort Duarte (antigo nome do estádio do Alto da Glória). Este jogo terminou com o placar de 4 a 3 para o rubro negro, depois de estar perdendo por 2 a 0.
O jogo número 380, realizado no domingo, 15 de março de 2020 no estádio Couto Pereira, foi o primeiro da história do clássico sem a presença de público. Em virtude da Pandemia de COVID-19, a federação local  manteve os jogos da rodada (em que o clássico foi disputado), porém, sem a presença dos torcedores dentro do estádio.

### Clássicos decisivos
O clássico das duas maiores forças futebolísticas do Paraná, foram jogos decisivos para os seguintes campeonatos (lista somente para o campeonato paranaense):
- 1941, campeão - Coritiba[14][13] (obs.: decisão pela Liga Curitibana)
- 1943, campeão - Athletico[14][13]
- 1945, campeão - Athletico[14][13]
- 1968, campeão - Coritiba[14][13]
- 1972, campeão - Coritiba[14][13]
- 1978, campeão - Coritiba[14][13]
- 1983, campeão - Athletico[14][13]
- 1990, campeão - Athletico[14][13]
- 1998, campeão - Athletico[14][13]
- 2000, campeão - Athletico[14][13]
- 2004, campeão - Coritiba[14][13]
- 2005, campeão - Athletico[14][13]
- 2008, campeão - Coritiba[14][13]
- 2012, campeão - Coritiba[14][13]
- 2013, campeão - Coritiba[13]
- 2016, campeão - Athletico[15]
- 2017, campeão - Coritiba[16]
- 2018, campeão - Athletico[17]
- 2020, campeão - Athletico[18]

Em 1927, 1973, 2010 e 2011, Coritiba e Athletico terminaram o competição como campeão e vice, porém, não se enfrentaram numa final em virtude do regulamento do campeonato.

## Estatísticas
| Estatística dos Atletibas    |              |
| Número de jogos              | 358          |
| Vitórias do Coritiba         | 138 (38,55%) |
| Vitórias do Athletico        | 115 (32,12%) |
| Empates                      | 105 (29,33%) |
| Número de gols               | 972          |
| Gols marcados pelo Coritiba  | 511 (52,57%) |
| Gols marcados pelo Athletico | 461 (47,43%) |

## Dados do clássico
- Ver Resultados dos Atletibas no Campeonato Brasileiro de Futebol.

### Goleadores
- Maior goleador do Coritiba: Neno (anos 1940 e 50) com 20 gols
- Maior goleador do Athletico: Jackson e Marreco com 15 gols
- Maior invencibilidade do Coritiba: 14 jogos entre 31 de agosto de 1977 e 7 de outubro de 1979
- Maior invencibilidade do Athletico: 8 jogos entre 7 de outubro de 1979 e 3 de setembro de 1983

### Maiores goleadas
- Maior goleada do Coritiba: 6 a 0 em 14 de novembro de 1959.[19]
- Maior goleada do Athletico: 6 a 2 em 6 de abril de 1938.

### Atletibas com mais gols
- Coritiba 4 x 4 Athletico 1 de setembro de 1929
- Coritiba 7 x 4 Athletico 23 de novembro de 1930
- Coritiba 6 x 4 Athletico 7 de agosto de 1932
- Athletico 6 x 5 Coritiba 15 de abril de 1951
- Coritiba 6 x 2 Athletico 14 de novembro de 1959
- Athletico 4 x 3 Coritiba 14 de março de 1971
- Coritiba 5 x 1 Athletico 16 de abril de 1995
- Athletico 5 x 2 Coritiba 13 de abril de 1997
- Athletico 2 x 4 Coritiba 26 de abril de 2009
- Coritiba 4 x 2 Athletico 20 de fevereiro de 2011
- Coritiba 4 x 2 Athletico 22 de abril de 2012

### Maiores goleadores em um só confronto
- Ninho, em 8 de junho de 1924, fez quatro gols para o Coritiba, que venceu por 6x3
- Guará, em 15 de julho de 1946, fez quatro gols para o Athletico, que venceu por 4x2
- Erádio, em 17 de março de 1954, fez quatro gols para o Athletico, que venceu por 4x3
- Também fizeram três gols em um mesmo Atletiba: Lóthar, Pizzattinho, Neno, Baby, Ivo, Renatinho, Marciano e Brandão (pelo Coritiba) e Marreco, Renato, Rui, Neno, Villalba e Walter (pelo Athletico)

### Maiores públicos do Atletiba
1. Coritiba 0 x 0 Athletico - 55 164, em 17 de dezembro de 1978 no Couto Pereira[20]
2. Coritiba 3 x 0 Athletico - 52 028, em 1 de maio de 1990 no Couto Pereira
3. Coritiba 0 x 0 Athletico - 47 307, em 13 de dezembro de 1978, no Couto Pereira
4. Coritiba 0 x 0 Athletico - 46 217, em 10 de dezembro de 1978 no Couto Pereira
5. Athletico 2 x 1 Coritiba - 44.475, em 11 de junho de 1998 no Pinheirão
6. Coritiba 1 x 1 Athletico - 42 410, em 18 de dezembro de 1983 no Couto Pereira
7. Coritiba 2 x 2 Athletico - 42 196, em 5 de agosto de 1990 no Couto Pereira[21]
8. Coritiba 2 x 1 Athletico - 40 876, em 1 de maio de 1989, no Couto Pereira
9. Coritiba 1 x 1 Athletico - 40 536, em 16 de abril de 1972, no Couto Pereira
10. Coritiba 1 x 1 Athletico - 39 800, em 11 de junho de 2000, no Couto Pereira
11. Coritiba 1 x 1 Athletico - 37 782, em 31 de agosto de 1977, no Couto Pereira

Na Arena da Baixada
1. Athletico 0 x 1 Coritiba,  40.241 (39.469 pagantes), em 28 de junho de 2025, na Arena da Baixada[22]
2. Athletico 2 x 2 Coritiba - 30.120 (26.773 pagantes), em 21 de junho de 2015, na Arena da Baixada[23][24]

## Torcidas
O Atletiba reúne as duas maiores torcidas do Paraná. Segundo ranking das maiores torcidas do Brasil realizado pela Pluri Consultoria, divulgado em janeiro de 2014, o Athletico teria 1.237.000 torcedores e o Coritiba 1.107.000, números bastante próximos, principalmente considerando que o terceiro grande clube de Curitiba, o Paraná Clube, teria 317.000.

## Polêmicas
Em um dos Atletibas de 1925, o atleta alviverde Ninho lança a bola na área e o arqueiro athleticano a segura, mas não evita o choque com os atacantes coritibanos Gy e Pandu, que o empurram para dentro do gol (prática válida naquela época, pois o goleiro podia sofrer carga sem que isto fosse considerado uma infração à regra). O gol foi validado, mas, quem seria seu autor? Optou-se por Ninho, último atleta do Coritiba a tocar na bola.
Até 1949, os jogadores não utilizavam número nas camisas e, para piorar, os jornais não tinham acesso às súmulas oficiais das partidas. Por isso, os autores dos gols citados nos diversos jornais em circulação nem sempre coincidiam, sendo necessária uma análise detalhada dos relatos sobre o jogo, para se chegar a uma conclusão.
Em 1946, um Atletiba teve duração de apenas 8 minutos e, por isso, não é contabilizado por alguns pesquisadores. Como a partida valia pelo campeonato Paranaense, foi contabilizada.
Em 1948, o Coritiba venceu o clássico por 2 a 1, mas, na sequência, o Athletico recorreu ao STJD, que anulou a partida. Para efeito de campeonato, essa partida não teve validade, mas, como a mesma aconteceu de fato, ela foi contabilizada.
Coritiba e Athletico se enfrentaram 17 vezes em torneios de exibição, em partidas com duração reduzida. Por serem não oficiais, elas foram desconsideradas.
Era prática muito comum, até a década de 1960, a realização de partidas amistosas em que havia a disputa de uma taça. Por isso, considerou-se "Torneio" apenas aquelas disputas em que, além da dupla Atletiba, havia pelo menos mais uma equipe envolvida.
Em um Atletiba de 1990 no Couto Pereira, quando a equipe athleticana venceu por 3 a 0, um conhecido torcedor athleticano, Julião, entrou em campo com um porco pintado de verde e branco. O acontecimento ficou conhecido como "Atletiba do Porco".
Atletibas disputados pela "Copa Sesquicentenário" foram contabilizados, pois apesar das duas equipes utilizarem atletas reservas ou de categorias de base, poderiam ter utilizado os seus elencos titulares.
Na tarde de 19 de fevereiro de 2017, as equipes iriam se enfrentar na Arena da Baixada. A transmissão da partida seria restrita ao YouTube e Facebook oficiais dos clubes. A exibição aconteceu, mas o jogo foi cancelado a pedido da Federação Paranaense de Futebol. Athletico e Coritiba entraram em campo, mas se recusaram a jogar. Os rivais não se acertaram com a RPC para a transmissão de seus jogos em TV aberta, por isso tomaram a decisão de transmitir por meios próprios. No entanto, a partida foi adiada para 1 de março, e o Furacão venceu por 2 a 0.